# Jörlanda
Jörlanda är en tätort i Stenungsunds kommun och kyrkbyn i Jörlanda socken, belägen mellan E6 och havet.  

## Historia
Jörlanda växte fram som stationssamhälle vid Bohusbanan. Järnvägsstationen lades ner 1984 och idag fungerar byggnaden som privatbostad. Det finns dock kommunikationer med buss till och från Göteborg. 

### Befolkningsutveckling
| Befolkningsutvecklingen i Jörlanda 1965–2020                                                                                | Befolkningsutvecklingen i Jörlanda 1965–2020 | Befolkningsutvecklingen i Jörlanda 1965–2020 | Befolkningsutvecklingen i Jörlanda 1965–2020 | Befolkningsutvecklingen i Jörlanda 1965–2020 |
| --- | -------------------------------------------- | -------------------------------------------- | -------------------------------------------- | -------------------------------------------- |
| |                                              |                                              |                                              |                                              |
| År |                                              |                                              | Folkmängd                                    | Areal (ha)                                   |
| 1965 | 1965                                         |                                              | 254                                          |                                              |
| 1970 | 1970                                         |                                              | 237                                          |                                              |
| 1975 | 1975                                         |                                              | 306                                          |                                              |
| 1980 | 1980                                         |                                              | 327                                          |                                              |
| 1990 | 1990                                         |                                              | 651                                          | 53                                           |
| 1995 | 1995                                         |                                              | 804                                          | 64                                           |
| 2000 | 2000                                         |                                              | 792                                          | 64                                           |
| 2005 | 2005                                         |                                              | 805                                          | 65                                           |
| 2010 | 2010                                         |                                              | 789                                          | 67                                           |
| 2015 | 2015                                         |                                              | 1 465                                        | 342                                          |
| 2020 | 2020                                         |                                              | 1 549                                        | 342                                          |
| Anm.: Ny tätort 1965. Sammanvuxen 2015 med Groland, Nolgärde och Johannesberg, Skotthed och Gilltorp. 2023 utbröts Skotthed |                                              |                                              |                                              |                                              |

## Samhället
Jörlanda har en gammal kyrkobyggnad som brann ner 1921, men som 1926 byggdes upp igen, Jörlanda kyrka. Det har funnits en kyrka på platsen sedan medeltiden. Kyrkogården som ligger intill kyrkan har en för orten ovanlig grav, ett mausoleum som innehåller en grav. Handlanden Edvard Johansson begravdes där 1933. 
I Jörlanda finns också hällristningar och ett vörtbrödsbageri. Ån som flyter i utkanten av Jörlanda har en fors med ett mindre vattenfall där man på höst och vår kan se hur öringen tar sig upp till sina lekplatser i Svartedalen. Det finns även en småbåtshamn, Källsnäs småbåtshamn som ligger nära Källsnäs badplats. Det finns också en skola som heter Jörlandaskolan och är en F–6-skola samt en privat och en kommunal förskola. På orten finns det också en pizzeria, en hårfrisör, en sopstation, en butik för miljövänliga färger och en vietnamesisk restaurang(tidigare indisk, dessförinnan värdshus).